# Azotat de mangan
Azotatul de mangan este o sare a manganului cu acidul azotic cu formula chimică Mn(NO3)2. Fiecare moleculă este compusă dintr-un cation Mn2+ și doi anioni de NO3- și diferite cantități de apă. Cel mai comun cristalohidrat este tetrahidratul Mn(NO3)2·4H2O, dar se mai cunosc și mono- și hexahidrații și mai ales forma anhidră. Câțiva dintre acești compuși sunt precursori folositori pentru oxizii manganului. 

## Preparare
Azotatul de mangan poate fi preparat prin dizolvarea carbonatului de mangan în acid azotic diluat, după reacția:
MnCO3  +  2 HNO3   →   Mn(NO3)2  +  H2O  +  CO2
De asemenea, o altă metodă de preparare este combinarea dintre MnO2 și dioxidul de azot. 